# Dirk Denninger
Dirk Denninger (* 24. September 1928 in Bonn; † 3. März 2002 ebenda) war ein deutscher Architekt. Er prägte mit zahlreichen Büro- und Verwaltungsgebäuden insbesondere das Stadtbild seiner Heimatstadt Bonn.

## Leben und Wirken
Dirk Denninger war der Sohn des in Bonn selbständigen Architekten Wilhelm Denninger (1899–1973). Nach dem Zweiten Weltkrieg absolvierte er ein Studium der Architektur an der Technischen Hochschule in Karlsruhe, wo er insbesondere Student Egon Eiermanns war.:155 Nach einer Tätigkeit für die Bundesbaudirektion trat er 1956 in das Architekturbüro seines Vaters ein. Gemeinsam zeichneten Wilhelm und Dirk Denninger für die Projektierung mehrerer Großbauten verantwortlich, darunter der Stadthalle in Bad Godesberg (heute unter Denkmalschutz) und des Bundesministeriums für Gesundheitswesen.
Anfang der 1970er Jahre war Dirk Denninger mit Ernst August Jann assoziiert. In dieser Partnerschaft nahm er unter anderem an den Wettbewerben um einen Neubau für den Bundesrat in Bonn (1974) sowie das Wallraf-Richartz-Museum in Köln (1976, 2. Preis) teil und plante – zum Teil auch zugleich als Bauherr auftretend – zahlreiche Bürogebäude für Interessenverbände und Lobbyorganisationen an der als Verbindungsachse zwischen Bonn und Bad Godesberg fungierenden Bundesstraße 9. Das Architekturbüro befand sich in einem Bürogebäude an der Walter-Flex-Straße (heute: Genscherallee) im heutigen Bundesviertel. Denninger ließ es Mitte der 1980er-Jahre zugunsten des Neubaus des Kunstmuseums Bonn abreißen und auf der gegenüberliegenden Straßenseite nach eigenem Entwurf ein neues Haus erbauen. Das Büro wurde von Dirks Sohn Malte in Gemeinschaft mit dessen Frau Margit Ventulett-Denninger weitergeführt.

## Werk
(ausgenommen die in Zusammenarbeit mit Wilhelm Denninger entstandenen Bauten)

### Bauten in Bonn
| Bauzeit        | Ortsteil     | Adresse                                                   | Bild           | Objekt                                                       | Maßnahme                                                                | Anmerkungen                                                             |
| -------------- | ------------ | --------------------------------------------------------- | -------------- | ------------------------------------------------------------ | ----------------------------------------------------------------------- | ----------------------------------------------------------------------- |
| 1954–1956      | Gronau       | Welckerstraße 11 Lage                                     | weitere Bilder | Presse- und Informationsamt der Bundesregierung              | Neubau (Gesamtleitung: Bundesbaudirektion)                              |                                                                         |
| 1966           | Mehlem       | Im Hag 24 Lage                                            | weitere Bilder | Einfamilienhaus                                              | Neubau:72 f                                                             | ehemalige Residenz des Botschafters von Indonesien; 2019/20 abgebrochen |
| um 1970        | Plittersdorf | Kennedyallee 74 Lage                                      |                | Bürogebäude (später Botschaft von Brasilien)                 | Neubau                                                                  | heute Postbank                                                          |
| 1970–1972      | Bonn-Zentrum | Berliner Freiheit 36/ Sandkaule Lage                      | weitere Bilder | Büro- und Geschäftshaus („Volksfürsorgehaus“)                | Neubau (mit Ernst Jann; Bauherr: Volksfürsorge Versicherungsgruppe):111 | 2016 abgebrochen                                                        |
| 1973           | Bonn-Zentrum | Markt 7 Lage                                              |                | Wohn- und Geschäftshaus                                      | Neubau (mit Ernst Jann):123                                             |                                                                         |
| 1974/1975      | Gronau       | Adalbert-Stifter-Straße 4/ Friedrich-Ebert-Allee Lage     |                | Zentrale der Firma Bonnfinanz                                | Neubau                                                                  | 2003 abgebrochen                                                        |
| 1975           | Friesdorf    | Godesberger Allee 133–137 Lage                            | weitere Bilder | Bürogebäude (Botschaft von Iran)                             | Neubau                                                                  | heute Leerstand im Eigentum von Iran                                    |
| 1975–1976      | Bonn-Zentrum | Friedrichstraße 57/ Bertha-von-Suttner-Platz Lage         |                | Büro- und Geschäftshaus („Lufthansa-Haus“)                   | Neubau                                                                  |                                                                         |
| 1977–1979/1980 | Tannenbusch  | Hirschberger Straße 3/ Agnetendorfer Straße Lage          | weitere Bilder | Schulzentrum Tannenbusch (Haupt-, Real- und Abendrealschule) | Neubau (mit Ernst Jann):84                                              | heute „Freiherr-vom-Stein-Realschule“ und „Tannenbusch-Gymnasium“       |
| um 1985        | Gronau       | Genscherallee 2 Lage                                      |                | Atelier- und Wohnhaus Dirk Denninger                         | Neubau                                                                  |                                                                         |
| um 1985        | Friesdorf    | Godesberger Allee 77–79 Lage                              | weitere Bilder | Botschaft von Kuwait                                         | Neubau                                                                  | heute Außenstelle der Botschaft von Katar                               |
| um 1985        | Dottendorf   | In der Raste 18–26 Lage                                   | BW             | Lager- und Ausstellungshallen                                | Umbau zu Bürogebäuden                                                   |                                                                         |
| 1988–1989      | Plittersdorf | Godesberger Allee 90/ Kennedyallee Lage                   |                | Bürogebäude                                                  | Umbau                                                                   | seit 2004 „Hochkreuz Augenklinik“                                       |
| 1988–1989      | Friesdorf    | Godesberger Allee 105–107 Lage                            | weitere Bilder | Botschaft von Australien                                     | Neubau                                                                  | 2000/2001 Umbau durch Malte Denninger                                   |
| 1992–1993      | Gronau       | Friedrich-Ebert-Allee 63 Lage                             | BW             | Büro- und Geschäftshaus                                      | Neubau (Bauherr: Sparkasse)                                             |                                                                         |
| 1994–1996      | Gronau       | Friedrich-Ebert-Allee 65–69/ Adalbert-Stifter-Straße Lage | BW             | Büro- und Geschäftshaus („Adalbert-Stifter-Haus“)            | Neubau                                                                  |                                                                         |

### Außerhalb von Bonn
- 1963:–9999 Wachtberg, Ortsteil Niederbachem, Rodderberg, Haus Dirk Denninger (unter Einbeziehung und Umbau des ehem. Hotels „Zum alten Vulkan“)[9]:63 f
- 1994–1997: Dresden, Güntzplatz 5, Stadtsparkasse (ehemaliges Stadthaus), Rekonstruktion/Neubau (u. a. mit Malte Denninger)[24]

### Rezeption
„Gelungen ist zum Beispiel das Volksfürsorgehaus am Bertha von Suttner-Platz. In städtebaulich schwieriger Lage versucht es, sich durch eine versetzt angeordnete Folge unterschiedlich hoher Baukörper der Umgebung einzufügen und interessante Ecklösungen zu verwirklichen.“